# 脱氧核糖核苷
脱氧核糖核苷（英語：deoxyribonucleoside）是一類含有脫氧核糖的核苷。

## 例子
| 去氧核糖核苷 |          |          |          |
| 脱氧腺苷     | 脱氧鳥苷 | 胸腺嘧啶 | 脱氧胞苷 |